# Sansac-de-Marmiesse
Pour les articles homonymes, voir Sansac.
Sansac-de-Marmiesse est une commune française située dans le département du Cantal, en région Auvergne-Rhône-Alpes.
Ses habitants sont appelés les Sansacois.

## Géographie

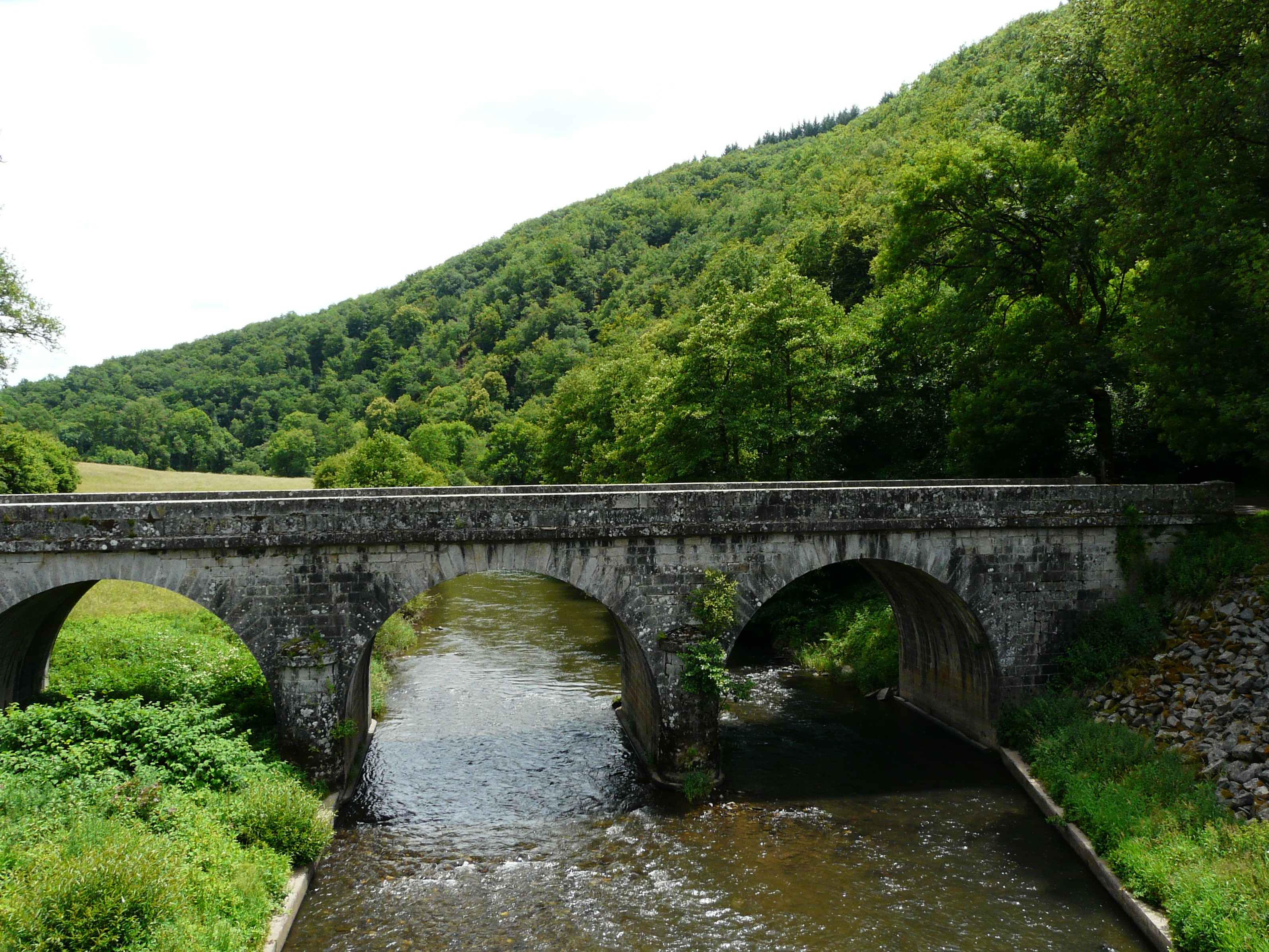
La Cère au pont du Laurent.

La commune est située dans la Châtaigneraie, au sud-ouest du département du Cantal, et s'étend sur 14,35 km2. Elle est arrosée par la Cère et son affluent le ruisseau de Roannes. Elle fait partie de l'aire urbaine d'Aurillac.
L'altitude minimale, 536 ou 546 mètres, se trouve à l'extrême ouest, là où la Cère quitte la commune et sert de limite entre celles d'Omps et d'Ytrac. L'altitude maximale avec 718 ou 724 mètres, est localisée au sud-ouest, près du lieu-dit le Laurent.
Le bourg de Sansac-de-Marmiesse, traversé par la route nationale 122, se situe, en distances orthodromiques, à neuf kilomètres au sud-ouest d'Aurillac.
Le territoire communal est également desservi par les routes départementales 18, 53, 58, 145, 153, 253 et 358.

### Communes limitrophes
Seules trois communes entourent Sansac-de-Marmiesse : Roannes-Saint-Mary au sud-est, Saint-Mamet-la-Salvetat au sud, au sud-ouest et à l'ouest, et Ytrac du nord-ouest à l'est.
Les communes limitrophes sont Roannes-Saint-Mary, Saint-Mamet-la-Salvetat et Ytrac.
|                         | Ytrac               |                    |
|                         | Sansac-de-Marmiesse |                    |
| Saint-Mamet-la-Salvetat |                     | Roannes-Saint-Mary |

### Climat
Pour des articles plus généraux, voir Climat d'Auvergne-Rhône-Alpes et Climat du Cantal.
En 2010, le climat de la commune est de type climat des marges montargnardes, selon une étude du CNRS s'appuyant sur une série de données couvrant la période 1971-2000. En 2020, Météo-France publie une typologie des climats de la France métropolitaine dans laquelle la commune est exposée à un climat de montagne ou de marges de montagne et est dans la région climatique Ouest et nord-ouest du Massif Central, caractérisée par une pluviométrie annuelle de 900 à 1 500 mm, maximale en automne et en hiver.
Pour la période 1971-2000, la température annuelle moyenne est de 10,3 °C, avec une amplitude thermique annuelle de 15,4 °C. Le cumul annuel moyen de précipitations est de 1 242 mm, avec 12,8 jours de précipitations en janvier et 7,5 jours en juillet. Pour la période 1991-2020, la température moyenne annuelle observée sur la station météorologique de Météo-France la plus proche, sur la commune d'Aurillac à 9 km à vol d'oiseau, est de 10,5 °C et le cumul annuel moyen de précipitations est de 1 134,7 mm,. Pour l'avenir, les paramètres climatiques de la commune estimés pour 2050 selon différents scénarios d'émission de gaz à effet de serre sont consultables sur un site dédié publié par Météo-France en novembre 2022.

## Urbanisme

### Typologie
Au 1er janvier 2024, Sansac-de-Marmiesse est catégorisée commune rurale à habitat dispersé, selon la nouvelle grille communale de densité à 7 niveaux définie par l'Insee en 2022.
Elle est située hors unité urbaine. Par ailleurs la commune fait partie de l'aire d'attraction d'Aurillac, dont elle est une commune de la couronne,. Cette aire, qui regroupe 85 communes, est catégorisée dans les aires de 50 000 à moins de 200 000 habitants,.

### Occupation des sols
L'occupation des sols de la commune, telle qu'elle ressort de la base de données européenne d’occupation biophysique des sols Corine Land Cover (CLC), est marquée par l'importance des territoires agricoles (57,6 % en 2018), en augmentation par rapport à 1990 (55,4 %). La répartition détaillée en 2018 est la suivante : 
prairies (32,9 %), forêts (29,3 %), zones agricoles hétérogènes (24,7 %), zones urbanisées (8 %), espaces verts artificialisés, non agricoles (3,7 %), zones industrielles ou commerciales et réseaux de communication (1,5 %). L'évolution de l’occupation des sols de la commune et de ses infrastructures peut être observée sur les différentes représentations cartographiques du territoire : la carte de Cassini (XVIIIe siècle), la carte d'état-major (1820-1866) et les cartes ou photos aériennes de l'IGN pour la période actuelle (1950 à aujourd'hui).

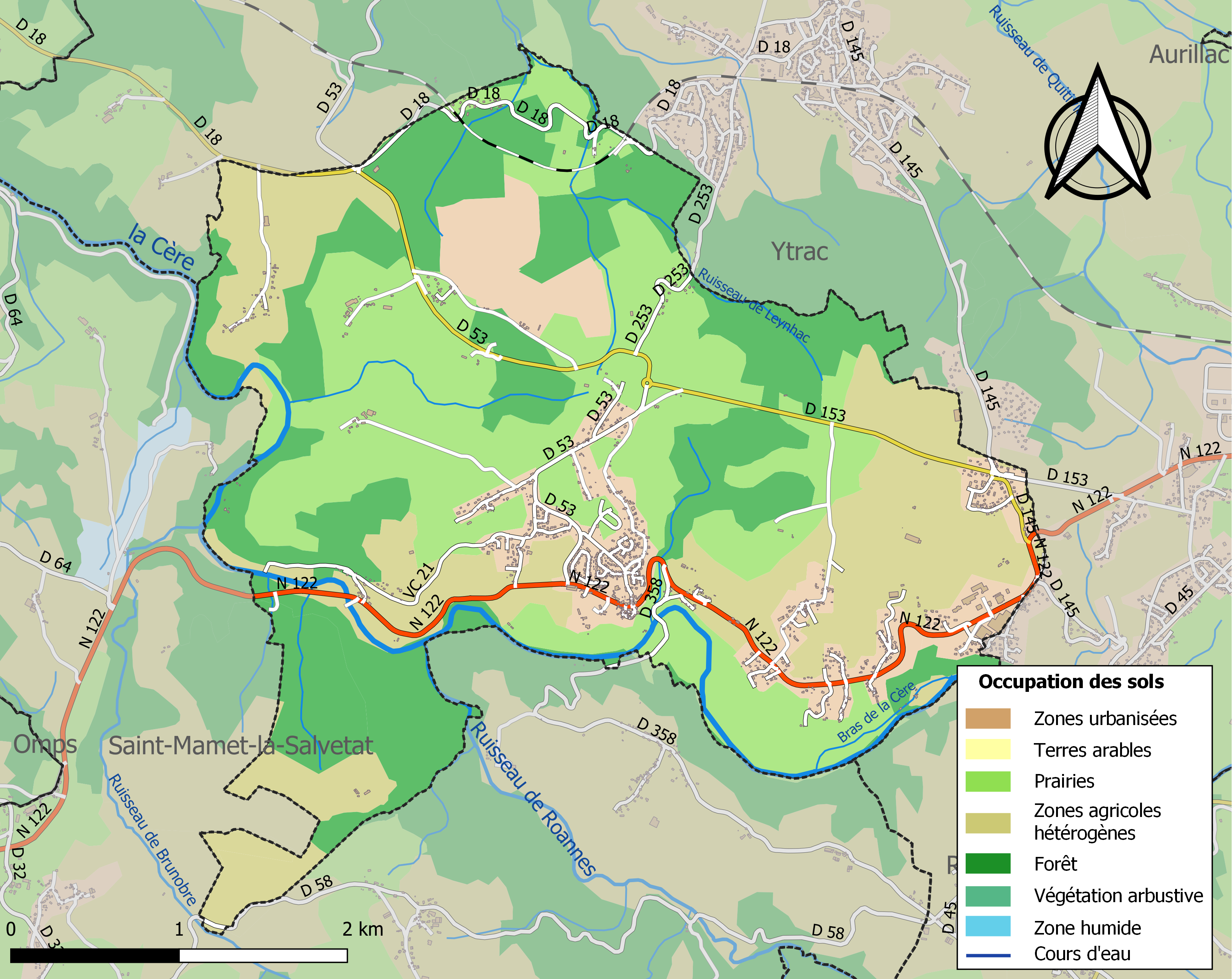
Carte des infrastructures et de l'occupation des sols de la commune en 2018 (CLC).

### Habitat et logement
En 2018, le nombre total de logements dans la commune était de 620, alors qu'il était de 588 en 2013 et de 549 en 2008.
Parmi ces logements, 88,4 % étaient des résidences principales, 6,4 % des résidences secondaires et 5,2 % des logements vacants. Ces logements étaient pour 96,7 % d'entre eux des maisons individuelles et pour 3,1 % des appartements.
Le tableau ci-dessous présente la typologie des logements à Sansac-de-Marmiesse en 2018 en comparaison avec celle du Cantal et de la France entière. Une caractéristique marquante du parc de logements est ainsi une proportion de résidences secondaires et logements occasionnels (6,4 %) inférieure à celle du département (20,4 %) mais supérieure à celle de la France entière (9,7 %). Concernant le statut d'occupation de ces logements, 82,8 % des habitants de la commune sont propriétaires de leur logement (80 % en 2013), contre 70,4 % pour le Cantal et 57,5 pour la France entière.
| Typologie                                               | Sansac-de-Marmiesse | Cantal | France entière |
| ------------------------------------------------------- | ------------------- | ------ | -------------- |
| Résidences principales (en %)                           | 88,4                | 67,7   | 82,1           |
| Résidences secondaires et logements occasionnels (en %) | 6,4                 | 20,4   | 9,7            |
| Logements vacants (en %)                                | 5,2                 | 11,9   | 8,2            |

## Politique et administration

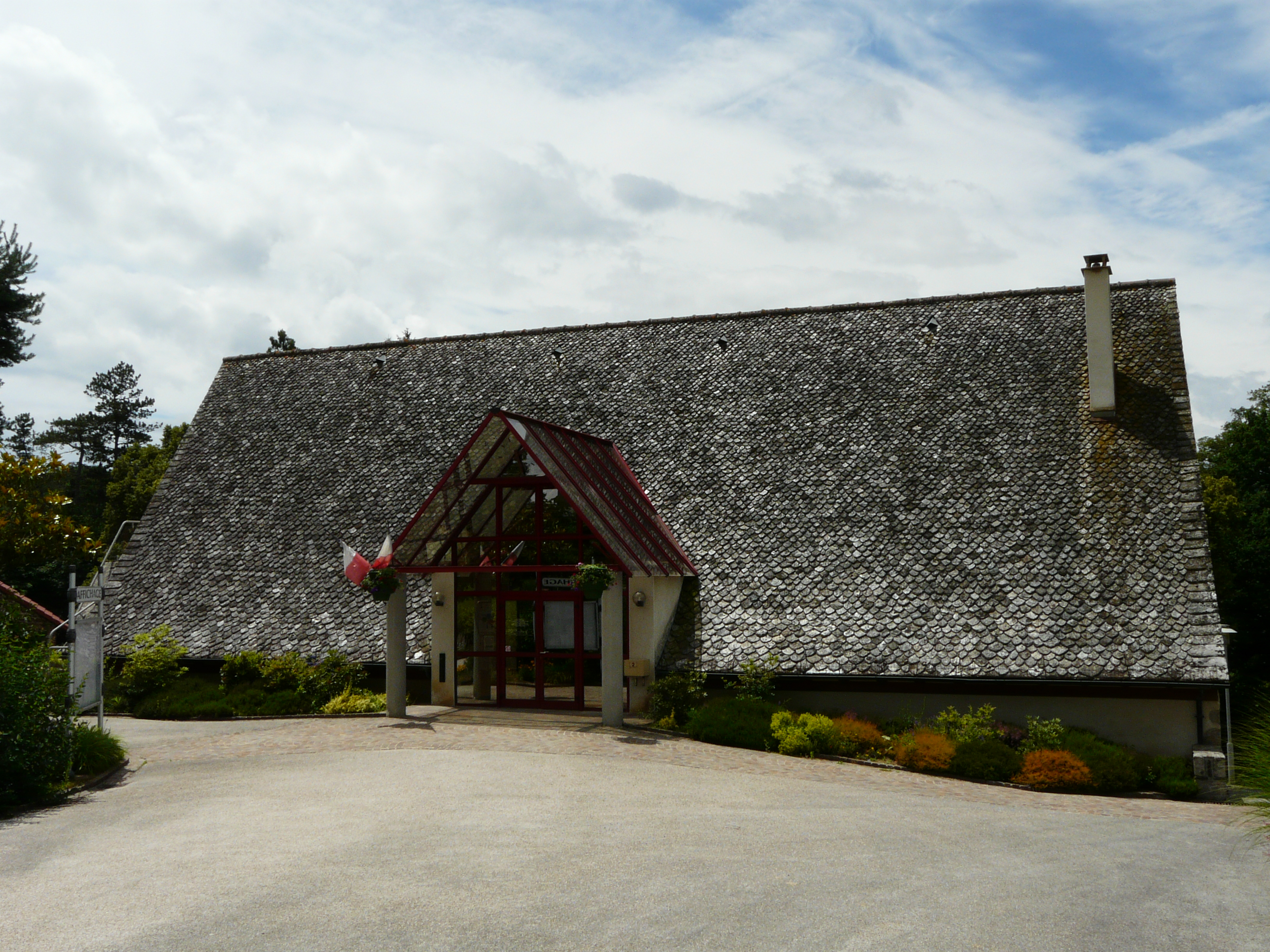
La mairie.

### Liste des maires
| Période                                  | Période  | Identité         | Étiquette     | Qualité                    |
| ---------------------------------------- | -------- | ---------------- | ------------- | -------------------------- |
| Les données manquantes sont à compléter. |          |                  |               |                            |
|                                          |          |                  |               |                            |
| mars 2001                                | mai 2020 | Georges Juillard | Apparenté PCF | Retraité de l'enseignement |
| mai 2020                                 | En cours | Michel Baissac   | SE            |                            |

## Population et société

### Démographie

#### Évolution démographique
L'évolution du nombre d'habitants est connue à travers les recensements de la population effectués dans la commune depuis 1793. Pour les communes de moins de 10 000 habitants, une enquête de recensement portant sur toute la population est réalisée tous les cinq ans, les populations de référence des années intermédiaires étant quant à elles estimées par interpolation ou extrapolation. Pour la commune, le premier recensement exhaustif entrant dans le cadre du nouveau dispositif a été réalisé en 2006.

En 2022, la commune comptait 1 388 habitants, en évolution de +2,21 % par rapport à 2016 (Cantal : −1,08 %, France hors Mayotte : +2,11 %).
| 1793 | 1800 | 1806 | 1821 | 1831 | 1836 | 1841 | 1846 | 1851 |
| ---- | ---- | ---- | ---- | ---- | ---- | ---- | ---- | ---- |
| 579  | 394  | 584  | 564  | 591  | 488  | 633  | 621  | 601  |

| 1856 | 1861 | 1866 | 1872 | 1876 | 1881 | 1886 | 1891 | 1896 |
| ---- | ---- | ---- | ---- | ---- | ---- | ---- | ---- | ---- |
| 621  | 581  | 576  | 547  | 548  | 510  | 538  | 523  | 512  |

| 1901 | 1906 | 1911 | 1921 | 1926 | 1931 | 1936 | 1946 | 1954 |
| ---- | ---- | ---- | ---- | ---- | ---- | ---- | ---- | ---- |
| 502  | 505  | 512  | 506  | 407  | 403  | 376  | 373  | 361  |

| 1962 | 1968 | 1975 | 1982 | 1990  | 1999  | 2006  | 2011  | 2016  |
| ---- | ---- | ---- | ---- | ----- | ----- | ----- | ----- | ----- |
| 354  | 349  | 523  | 829  | 1 076 | 1 101 | 1 243 | 1 301 | 1 358 |

| 2021  | 2022  | - | - | - | - | - | - | - |
| ----- | ----- | - | - | - | - | - | - | - |
| 1 370 | 1 388 | - | - | - | - | - | - | - |

#### Pyramide des âges
La population de la commune est plus jeune que celle du département. En 2021, le taux de personnes d'un âge inférieur à 30 ans s'élève à 29,4 %, soit un taux supérieur à la moyenne départementale (26,5 %). À l'inverse, le taux de personnes d'un âge supérieur à 60 ans (30,8 %) est inférieur au taux départemental (36,6 %).
En 2021, la commune comptait 689 hommes pour 681 femmes, soit un taux de 50,29 % d'hommes, supérieur au taux départemental (48,9 %).
Les pyramides des âges de la commune et du département s'établissent comme suit :
| Hommes | Classe d’âge | Femmes |
| ------ | ------------ | ------ |
| 0,4    | 90 ou +      | 1      |
| 6,1    | 75-89 ans    | 8      |
| 23,2   | 60-74 ans    | 23     |
| 22,7   | 45-59 ans    | 22,1   |
| 17,8   | 30-44 ans    | 16,9   |
| 11,1   | 15-29 ans    | 11,9   |
| 18,7   | 0-14 ans     | 17,1   |

| Hommes | Classe d’âge | Femmes |
| ------ | ------------ | ------ |
| 1,2    | 90 ou +      | 3,1    |
| 10,1   | 75-89 ans    | 13,5   |
| 22,9   | 60-74 ans    | 22,6   |
| 21,8   | 45-59 ans    | 20,5   |
| 16,1   | 30-44 ans    | 15,2   |
| 13,8   | 15-29 ans    | 11,9   |
| 14,2   | 0-14 ans     | 13,3   |

## Culture locale et patrimoine

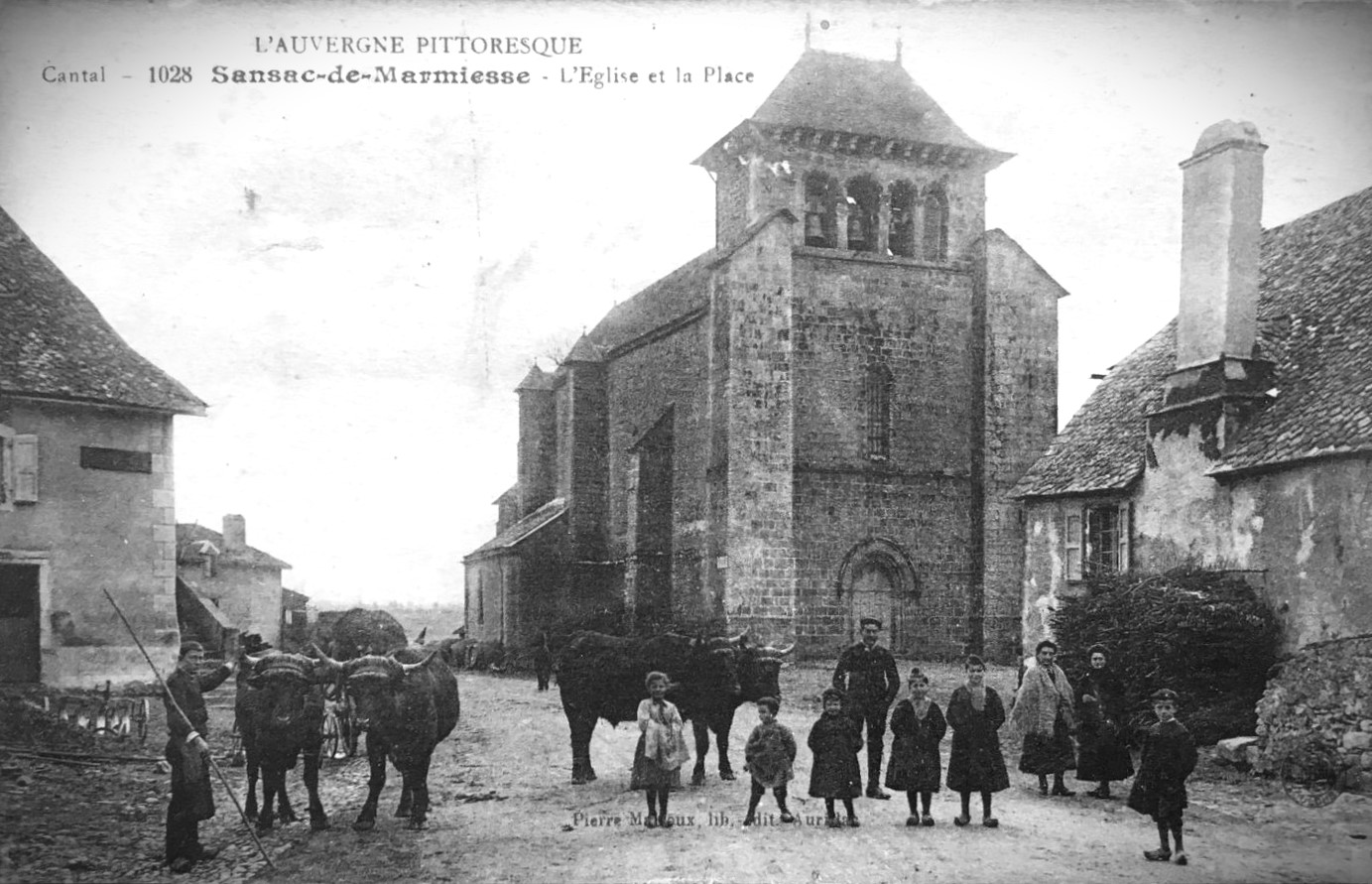
L'Église au début du XXe siècle

### Lieux et monuments
- L'église Saint-Sauveur, gothique des XVe et XVIe siècles, inscrite au titre des monuments historiques en 1927[18].
- Le château de Veyrières, inscrit pour ses façades et toitures, ainsi que pour plusieurs éléments intérieurs, en 1987[19].
- La forêt de Branviel.

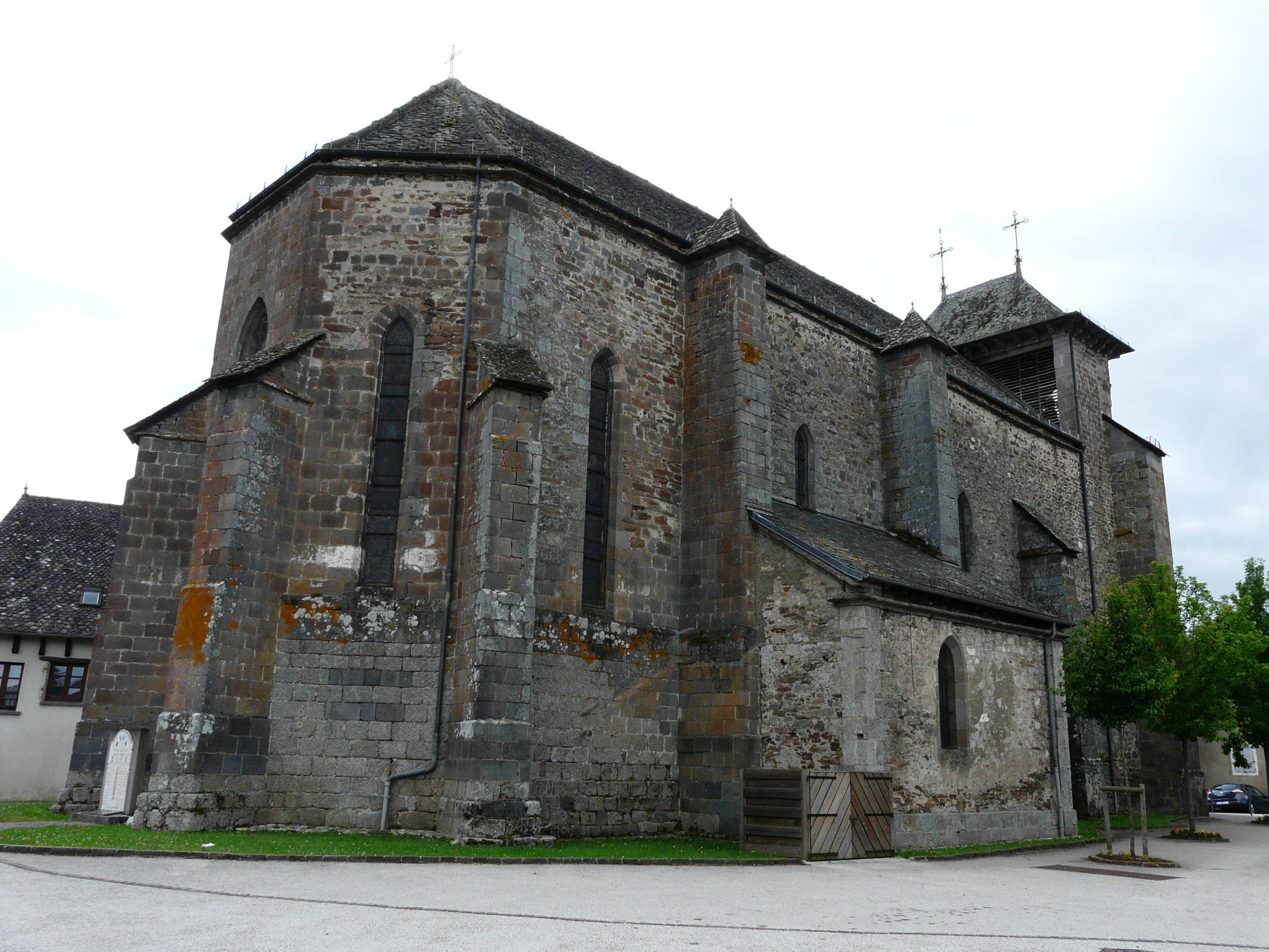
L'église Saint-Sauveur.
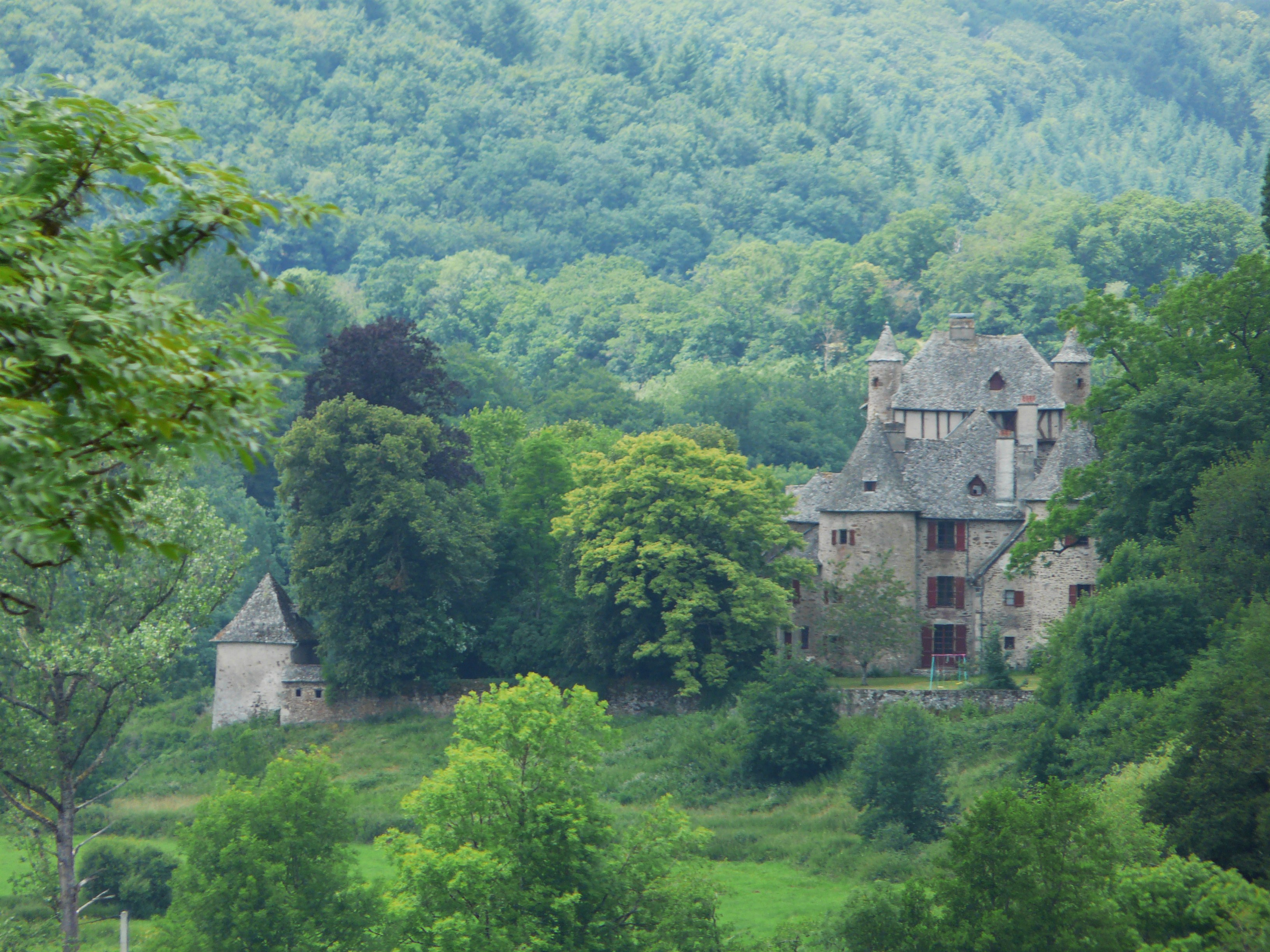
Le château de Veyrières.

### Personnalités liées à la commune
- Martin Cayla (1889-1951), musicien et éditeur de musique originaire de la commune.
- Louis Cance (1939-2023), auteur de bandes dessinées, né sur la commune.